# Kursy Oficerskie 4 Dywizji Piechoty
Kursy Oficerskie 4 Dywizji Strzelców Polskich na Kubaniu, powstały w końcu 1918 r.
W ramach formowania przez Polaków przebywających na terenie Rosji,  po rewolucji październikowej w roku 1917 w Rosji,  formacji wojskowych została sformowana 4 i 5 Dywizja Piechoty na Dalekim Wschodzie,  organizacyjnie podporządkowane Armii Polskiej we Francji. 4 Dywizja stała po stronie sił kontrrewolucyjnych i współdziałała z Armią Ochotniczą dowodzoną przez gen. Ławra Korniłowa (później przez gen. Antona Denikina).  Werbunkiem   na Syberii kierował mjr Walerian Czuma, z byłej  II Brygady Legionów Polskich. 
W celu szkolenia kadr oficerskich lub ich doszkalania zorganizowano przy 4 Dywizji Strzelców Polskich dowodzonej przez gen. Lucjana Żeligowskiego Kursy Oficerskie w stanicy Paszkowskiej na Kubaniu. Celem działalności Szkoły  było dokształcanie i konsolidowanie oficerów przybyłych z armii carskiej. Funkcje instruktorów pełnili  oficerowie z byłego Polskiego Korpusu Posiłkowego i oficerowie francuscy. Nauka w Szkole trwała 6 tygodni. W 1919 r. nastąpiła dyslokacja Szkoły do Odessy, gdzie została rozwiązana. 